# Qvarqvare II Jaqeli
Qvarqvare II Jaqeli (a volte traslitterato anche come Kvarkvare II Jaqeli, in georgiano ყვარყვარე II ჯაყელი?; 1416 – 1498) era un principe di Samtskhe-Saatabago, chiamato Atabeg di Samtskhe o principe di Meskheti nel periodo 1451-1498.
Era un membro della famiglia Jaqeli, figlio di Ivane II Jaqeli. Nel 1440 Qvarqvare si ribellò al fratello Aghbugha II, ma le sue rivolte furono represse dai nobili georgiani. Nonostante ciò, pochi anni dopo succedette ad Aghbugha, che morì nel 1451, salì al trono dopo i regni del prozio Qvarqvaré I Jakeli e dei due figli di quest'ultimo. Qvarqvare, come suo padre, combatté contro la casa reale Georgiana per l'indipendenza dello Samstkhe. Secondo le Cronache georgiane, nel 1483, durante il regno del suo predecessore Manuchar I Jaqeli, sconfisse le armate del re Costantino II di Georgia nella battaglia di Aradeth, a ovest di Gori. Nel 1465 sconfisse il re georgiano Giorgio VIII nella battaglia presso il lago Paravani. Qvarqvare catturò re Giorgio e lo imprigionò ad Akhaltsikhe. Dopo questo fatto, il Principato di Samtskhe si separò dalla Georgia, intorno al 1490-1491 dal re confermò la divisione definitiva del regno georgiano e l'indipendenza del principato di Samtskhe. Partecipò anche alla guerra civile georgiana, dopo la quale la Georgia unita cadde. Il regno indipendente di Qvarqvare fu segnato dalla guerra con i potenti Stati musulmani che circondavano il principato. Gli Ağ Qoyunlu lanciarono importanti attacchi nel 1466, nel 1476-1477 e nel 1485 e dal 1479 l'Impero Ottomano iniziò a invadere i suoi territori. Anche Qvarqvare riportò una serie di vittorie. Fonti armene riportano che nel 1479 devastò le terre intorno a Erzurum, riducendo la città allo status di tributaria. L'ultima menzione di lui è la sua morte avvenuta nel 1498.

## Discendenza
Qvarqvare IV sposò una principessa di nome Dédis-Imédi (nata nel 1437, morta il 18 dicembre 1491), che gli diede :
- Kaikhosro I Jaqeli;
- Baadur, morto il 10 ottobre 1474;
- Mzetchabuk Jaqeli;
- Thamar, ancora in vita nel 1504;
- Manuchar, anti-principe nel 1515.